# Кобяков, Пётр Николаевич
Пётр Николаевич Кобяков (1784 — после 1818) — русский переводчик и драматург, поэт.

## Биография
Перевёл с французского:
- «Материнское мщение», комедия Патра (СПб., 1808)
- «Оборотни, или спорь до слёз, а об заклад не бейся», водевиль (СПб., 1808; 2-е изд., 1820)
- «Добрый Лука, или вот мой день», опера Монвеля (СПб., 1814).

Помимо этого, на Санкт-Петербургской императорской сцене была сыграна ненапечатанная опера (перевод с французского) «Зораима и Зюльнар».
Переводы Кобякова пользовались успехом, особенно «Оборотни», удержавшиеся в репертуаре до 1880.